# Viktor Röthlin
Viktor Röthlin, né le 14 octobre 1974 à Kerns dans le canton d'Obwald, est un athlète suisse spécialiste des courses de fond.

## Carrière
Lors des championnats du monde d'athlétisme 2007, le Suisse obtient la médaille de bronze dans les rues d'Osaka. Dans des conditions climatiques éprouvantes (plus de 30 °C), le quatrième temps des engagés réalise son effort dans les deux derniers kilomètres et dépasse plusieurs concurrents pour finalement achever les 42,195 kilomètres de course non loin de la deuxième place du Qatari Mubarak Hassan Shami. Un an auparavant, il s'était illustré en prenant la seconde place du marathon des championnats d'Europe de Göteborg derrière l'Italien Stefano Baldini. 
Il devient Champion d'Europe aux Championnats d'Europe d'athlétisme de Barcelone de 2010.
Par ailleurs, il compte quatre participations olympiques à son actif (36e en 2000, abandon en 2004, 6e en 2008, 14e en 2012).
En juin 2014, il termine 7e du semi-marathon d'Olomouc en 1 heure 3 minutes et 23 secondes.

## Palmarès

### Championnats du monde
- Championnats du monde 2007 à Osaka (Japon) :
  -  Médaille de bronze sur l'épreuve du marathon (2 h 17 min 25 s).

### Championnats d'Europe
- Championnats d'Europe 2010 à Barcelone (Espagne) :
  -  Médaille d'or sur l'épreuve du marathon (2 h 15 min 31 s).

- Championnats d'Europe 2006 à Göteborg (Suède) :
  -  Médaille d'argent sur l'épreuve du marathon (2 h 11 min 50 s).

### Tableau
| Date | Compétition                        | Lieu       | Résultat | Épreuve       |
| ---- | ---------------------------------- | ---------- | -------- | ------------- |
| 2003 | Marathon de Zurich                 | Zurich     | 2e       | Marathon      |
| 2004 | Marathon de Zurich                 | Zurich     | 1er      | Marathon      |
| 2007 | Marathon de Zurich                 | Zurich     | 1er      | Marathon      |
| 2008 | Jeux Olympiques                    | Pékin      | 6e       | Marathon      |
| 2010 | Championnats d'Europe d'athlétisme | Barcelone  | 1er      | Marathon      |
| 2011 | Marathon de Londres                | Londres    | 11e      | Marathon      |
| 2011 | Marathon de New York               | New York   | 11e      | Marathon      |
| 2012 | Marathon de Tokyo                  | Tokyo      | 5e       | Marathon      |
| 2012 | Jeux olympiques                    | Londres    | 11e      | Marathon      |
| 2013 | Marathon de la Jungfrau            | Interlaken | 3e       | Marathon      |
| 2014 | Semi-marathon d'Olomouc            | Olomouc    | 7e       | Semi-marathon |

## Records personnels
| Épreuve | Épreuve       | Performance     | Lieu  | Date             |
| ------- | ------------- | --------------- | ----- | ---------------- |
| Route   | 10 km         | 28 min 40 s     | Bâle  | 25 novembre 2006 |
| Route   | Semi-marathon | 1 h 2 min 16 s  | Milan | 2 avril 2006     |
| Route   | 25 km         | 1 h 15 min 35 s | Tokyo | 17 février 2008  |
| Route   | Marathon      | 2 h 7 min 23 s  | Tokyo | 17 février 2008  |